# V. S. Naipaul
Sir Vidiadhar Surajprasad Naipaul (n. 17 august 1932, Chaguanas, Trinidad și Tobago – d. 11 august 2018, Londra, Anglia, Regatul Unit) a fost un scriitor de limba engleză din spațiul fostelor colonii britanice. Este laureat al Premiul Nobel pentru Literatură în 2001 și Cavaler al Coroanei Britanice în 1990. 

## Motivația Juriului Nobel
Domeniul literar al lui Naipaul s-a extins mult dincolo de insula Trinidad, primul său subiect, iar acum cuprinde India, Africa, America de la sud la nord, țările islamice ale Asiei și, nu în ultimul rând, Anglia. Naipaul e moștenitorul lui Conrad, ca unul care analizează din perspectiva unui moralist destinele imperiilor: mai exact, ce anume fac ele din oameni. 

## Date biografice
Născut la Chaguanas (Trinidad-Tobago) într-o familie hindusă, la vârsta de 18 ani ajunge în Anglia, la studii. În 1953 obține licența în litere la University College d'Oxford. Volumul de debut The Mystic Masseur este publicat în 1957. 

## Operă
| Opere de ficțiune - 1957 – The Mystic Masseur - 1958 – The Suffrage of Elvira - 1959 – Miguel Street - 1961 – A House for Mr Biswas - 1963 – Mr. Stone and the Knights Companion - 1967 – A Flag on the Island - 1967 – The Mimic Men - 1971 – In a Free State - 1975 – Guerillas - 1979 – A Bend in the River - 1984 – Finding the Centre - 1987 – The Enigma of Arrival - 1994 – A Way in the World - 2001 – Half a Life - 2004 – Magic Seeds | Jurnale de călatorie și eseuri - 1962 – The Middle Passage: Impressions of Five Societies - British, French and Dutch in the West Indies and South America - 1964 – An Area of Darkness - 1969 – The Loss of El Dorado - 1972 – The Overcrowded Barracoon and Other Articles - 1977 – India: A Wounded Civilization - 1980 – A Congo Diary - 1980 – The Return of Eva Perón and the Killings in Trinidad - 1981 – Among the Believers: An Islamic Journey - 1984 – Finding the Centre - 1989 – A Turn in the South - 1990 – India: A Million Mutinies Now - 1992 – Homeless by Choice (împreună cu R. Jhabvala și S. Rushdie) - 1994 – Bombay (împreună cu Raghubir Singh) - 1998 – Beyond Belief: Islamic Excursions among the Converted Peoples - 1999 – Between Father and Son: Family Letters - 2004 – Literary Occasions: Essays (de Pankaj Mishra) |

## Cărți traduse în limba română
- Măscăricii, Editura Polirom , Iași, 2003, ISBN 973-681-322-3
- Jumătate de viată, Editura Art , 2013, ISBN 978-973-124-864-6
- Enigmatica sosire, Editura Art , 2013, ISBN 978-973-124-872-1

## Premii și distincții
- 1958 – Mail on Sunday/John Llewellyn Rhys Prize pentru romanul The Mystic Masseur
- 1961 – Somerset Maugham Award pentru romanul Miguel Street
- 1964 – Hawthornden Prize pentru romanul Mr Stone and the Knights Companion
- 1968 – WH Smith Literary Award pentru romanul The Mimic Men
- 1971 – Booker Prize for Fiction pentru romanul In a Free State
- 1986 – T.S. Eliot Award
- 1989 – KBE (Knight Commander of the Order of the British Empire)
- 1993 – David Cohen British Literature Prize pentru întreaga carieră
- 2001 – Premiul Nobel pentru Literatură